# A magyar labdarúgó-válogatott 2021. november 12-i mérkőzése
A magyar labdarúgó-válogatott  kilencedik 2022-es labdarúgó-világbajnokság-selejtező mérkőzését San Marino ellen játszotta 2021. november 12-én. Ez volt a magyar labdarúgó-válogatott 965. mérkőzése.

## Helyszín
A találkozó a budapesti Puskás Arénában került megrendezésre.

## Örökmérleg a mérkőzés előtt
| Sorszám | Időpont           | Helyszín   | Eredmény  | Kiírás       |
| ------- | ----------------- | ---------- | --------- | ------------ |
| 1/767   | 2002. október 16. | Budapest   | 3–0 (0–0) | Eb-selejtező |
| 2/774   | 2003. június 11.  | Serravalle | 5–0 (2–0) | Eb-selejtező |
| 3/853   | 2010. október 8.  | Budapest   | 8–0 (4–0) | Eb-selejtező |
| 4/860   | 2011. június 7.   | Serravalle | 3–0 (1–0) | Eb-selejtező |
| 5/953   | 2021. március 28. | Serravalle | 3–0 (1–0) | VB-selejtező |

| M | Gy | D | V | G+ | G– | Gk  | %   |
| - | -- | - | - | -- | -- | --- | --- |
| 5 | 5  | 0 | 0 | 22 | 0  | +22 | 100 |

Források: , 

## A mérkőzés
| 2021. november 12. 20:45 |

| Magyarország                            | 4–0               | San Marino    |
| --------------------------------------- | ----------------- | ------------- |
| Szoboszlai 6' 83' Gazdag 22' Vécsei 88' | (2–0) Jegyzőkönyv | Zonzini 90+2' |

| Puskás Aréna, Budapest Nézőszám: 11 000 Játékvezető: Filip Glova (szlovák) |

### Az összeállítások
| Magyarország | San Marino |

| Negyedik játékvezető: Mihal Očenáš (szlovák) Asszisztensek: Daniel Polacek (szlovák) Peter Bednar (szlovák) VAR asszisztens: Fedayi San (svájci) |

A mérkőzés statisztikái
| Magyarország |                      | San Marino |
| ------------ | -------------------- | ---------- |
| 71 (%)       | Labdabirtoklás       | 29 (%)     |
| 4            | Gól                  | 0          |
| 0            | Sárga lap            | 1          |
| 0            | Piros lap            | 0          |
| 12           | Szöglet              | 0          |
| 5            | Les                  | 0          |
| 24           | Lövés                | 1          |
| 11           | Kaput eltalált lövés | 0          |
| 4            | Blokkolt lövés       | 1          |
| 767          | Passz                | 214        |
| 675          | Sikeres passz        | 133        |
| 88 (%)       | Passz hatékonyság    | 62 (%)     |
| 7            | Szabálytalanságok    | 5          |